# Tillväxthormonfrisättande hormon
Tillväxthormonfrisättande hormon eller GHRH (Growth Hormone-Releasing Hormone),  är ett frisättninghormon som bildas i hypotalamus, som signalerar till hypofysen att frisätta tillväxthormon. Dess verkan är därmed motsatt somatostatin. Det identifierades 1982 som en potent stimulant för utsöndring av tillväxthormon. 
Syntesen och utsöndring av tillväxthormon i adenohypofysen regleras av hypotalamus genom GHRH och somatostatin. GHRH stimulerar utsöndringen av tillväxthormon, medan somatostatin hämmar dess utsöndring. Dessa hormoner binder till GHRH-receptorer (GHRHRs) och styr syntesen och utsöndringen av tillväxthormon.